# Вецано сул Кростоло
Веца̀но сул Кросто̀ло (на италиански: Vezzano sul Crostolo, на местен диалект Vsân, Възан) е малко градче и община в северна Италия, провинция Реджо Емилия, регион Емилия-Романя. Разположено е на 166 m надморска височина. Населението на общината е 4277 души (към 2013 г.).